# Tinja
Pour les articles homonymes, voir Tinja.
Tinja ou Tindja (arabe : تينجة) est une ville du nord de la Tunisie située au bord du lac Ichkeul.
Rattachée administrativement au gouvernorat de Bizerte, elle est le siège d'une délégation et d'une municipalité comptant 21 139 habitants en 2014.

## Étymologie
Le nom dérive de celui de la cité antique de Thimida, capitale probable du roi numide Hiempsal Ier mais à distinguer d'une autre Thimida Regia antique, près de Mohamedia, lieu des Actes du martyre de Gallonius.

## Géographie
Comme Menzel Bourguiba dont elle n'est distante que de quatre kilomètres, Tinja est située dans l'isthme séparant le lac Ichkeul et le lac de Bizerte relié à la mer Méditerranée. Son nom est issu de l'oued Tinja qui se jette dans le lac tandis qu'un canal de cinq kilomètres barré d'une écluse éponymes règlent les échanges d'eau entre le lac d'eau douce et la lagune d'eau salée. En effet, l'écluse ouverte l'hiver permet les échanges entre les deux milieux, notamment pour maintenir un degré de salinité suffisant des eaux du lac afin d'éviter l'atrophie de la faune et de la flore. Des pêcheries sont exploitées au niveau du canal.

## Économie
Une importante zone industrielle est implantée et devait profiter de la réfection de la route qui relie Tinja à Menzel Bourguiba puis qui rejoint l'autoroute Tunis-Bizerte (A4).